# Microregione di Ponta Grossa
Ponta Grossa è una microregione del Paraná in Brasile, appartenente alla mesoregione di Centro Oriental Paranaense.

## Comuni
È suddivisa in 4 comuni:
- Carambeí
- Castro
- Palmeira
- Ponta Grossa